# 바르보라 슈테프코바

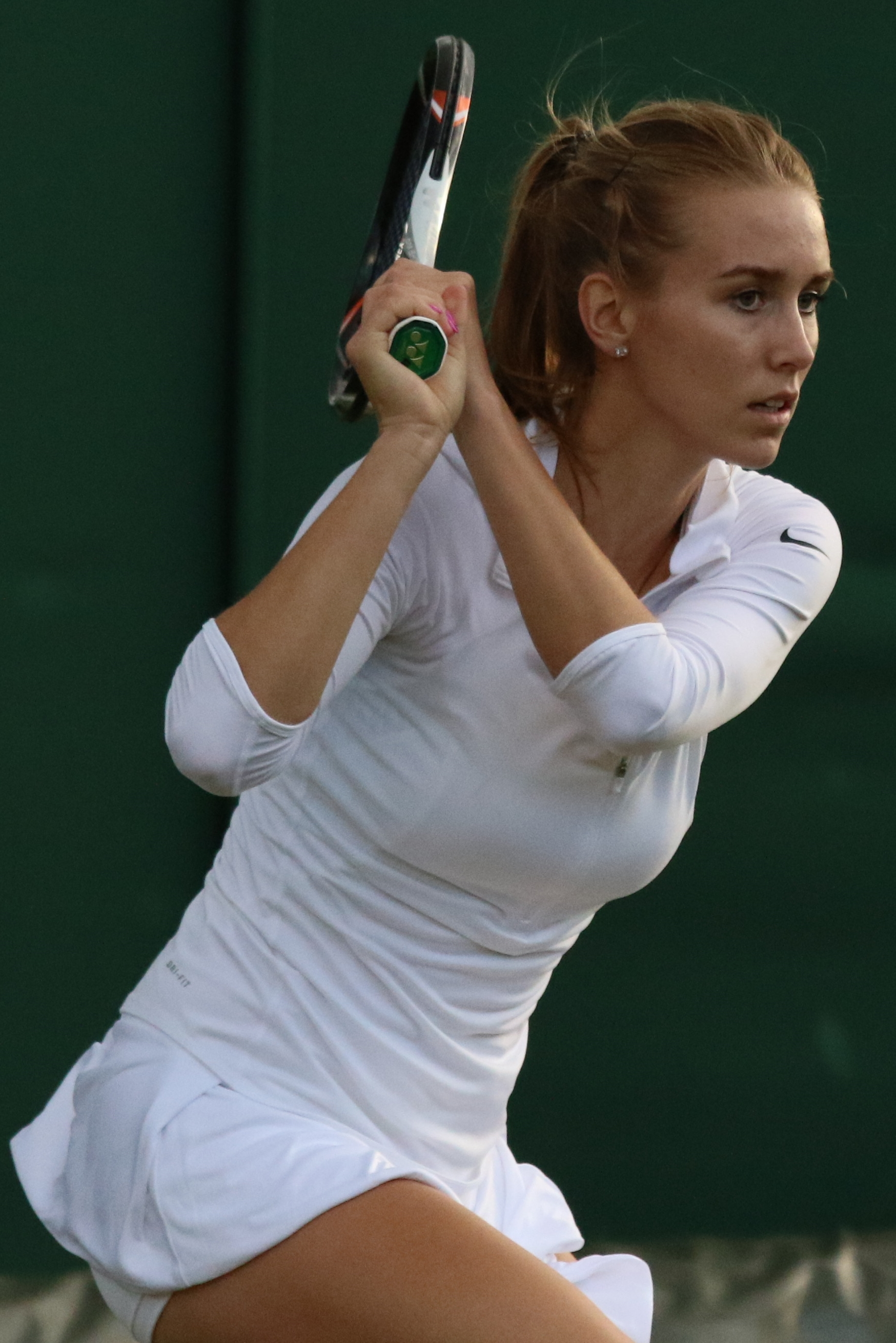
슈테프코바 선수

바르보라 슈테프코바(체코어: Barbora Štefková, 1995년 4월 4일 ~ )는 체코의 프로 테니스 선수이다. 올로모우츠 출신. 2017년 세계 랭킹 싱글 155위에 올랐다.